# Tanzwut
Tanzwut is een Duitse muziekband. De band is in 1999 opgericht in Berlijn. Tanzwut is het side-project van enkele leden van Corvus Corax. Binnen Corvus Corax konden ze niet experimenteren met elektronisch versterkte instrumenten. In het begin kwam de bezetting sterk overeen met Corvus Corax. Door personele wisselingen verschilt de samenstelling van beide bands nu. De muziek van Tanzwut combineert middeleeuwse rock met elektronische muziek, waarbij vooral de doedelzakken een karakteristieke klank aan het geheel geven.
Het debuutalbum van Tanzwut is geproduceerd door Jon Caffery, die eerder met Die Toten Hosen en Einstürzende Neubauten werkte.
Tanzwut is vooral bekend van zijn liveoptredens. Het bandlid Teufel, met zijn kaalgeschoren schedel en roodgeschminkte hoofd, is daarbij het middelpunt van de band.

## Bandleden
- Wim: Bas, doedelzak, achtergrondzang
- Teufel: zang en doedelzak
- Norri (sinds 2000): percussie, keyboard en overige elektronica
- Patrick (sinds aug. 2002): gitaar, doedelzak, achtergrondzang
- Hatz (sinds 2003): percussie, keyboard en overige elektronica
- Ardor (sinds nov. 2005): zang, doedelzak, schalmei
- Jordon (sinds 2007): zang, doedelzak, schalmei

## Discografie
Albums
- 1999: Tanzwut
- 2000: Labyrinth der Sinne
- 2003: Ihr wolltet Spaß
- 2006: Schattenreiter
- 2011: Morus et Diabulus
- 2011: Weiße Nächte
- 2013: Höllenfahrt
- 2014: Eselsmesse
- 2015: Freitag der 13
- 2016: Schreib es mit blut.
- 2019: Seemannsgarn

Singles
- 1998 Exkremento / Tanzwut (Remix) (10" Vinyl)
- 1999 Augen zu
- 1999 Weinst Du? (feat. Umbra et Imago)
- 1999 Verrückt
- 2000 Tanzwut
- 2000 Bitte bitte
- 2001 Götterfunken
- 2001 Eiserne Hochzeit (Eisern Union)
- 2001 Feuer und Licht (feat. Umbra et Imago)
- 2003 Nein nein (Promo)
- 2003 Hymnus Cantica (feat. Corvus Corax)
- 2005 Immer noch wach (feat. Schandmaul)